# 湖北广播电视台

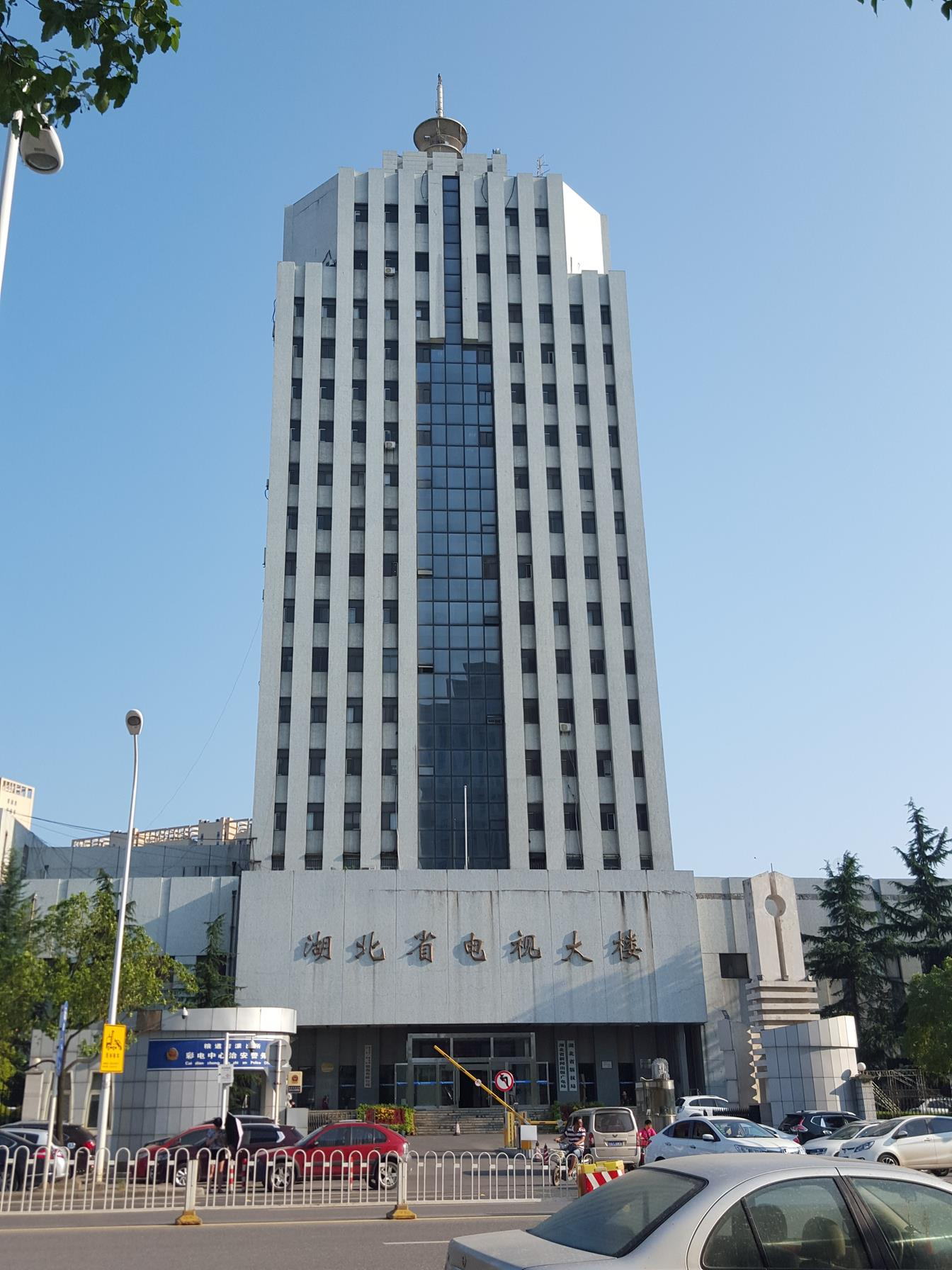
湖北广播电视大厦

湖北广播电视台，又称湖北长江广电传媒集团有限责任公司，是湖北省一家主要从事广播电视节目制作的特大型省属事业单位兼国有企业。

## 历史
湖北广播电视台由原湖北电视台、湖北经视、湖北人民广播电台、楚天广播电台于2006年3月合并成立，初名湖北广播电视总台，2012年元旦改现名。下设11个电视频道和8个广播频道，由广电台直接管理。另外，广电台还办有《湖北广播电视报》和湖北网络广播电视台。
湖北长江广电传媒集团于2011年10月成立，目前已形成广告产业、网络产业、内容产业、文化+科技产业、相关实业“五柱支撑”的长江系产业体系，总资产超过80亿元。
2012年8月10日，湖北广电探索播制分离新模式，其全资子公司北京长江传媒有限公司（现：北京长江文化股份有限公司，简称：长江文化）在北京成立，实为湖北广电北京运营总部。利用北京运营总部的概念，打造了一个全新的制播分离市场主体，其业务范围覆盖了频道规划、优秀栏目定制、大型活动制作、电视剧制作发行、广告运营和推广营销等六大板块。

## 服务

### 电视频道
湖北广播电视台的电视服务源于1960年12月1日开播的武汉电视台:311，现有12个电视频道。
| 頻道名稱      | 语言   | 广播格式                    | 啟播時間                                            | 频道前身                                                                                       | 備註                                             | 備註 |
| 湖北卫视      | 普通話 | SD: PAL 576i 4:3 HD: 1080i  | 标清版：1997年1月1日 高标清数模同播：2012年9月28日  | 湖北电视台25频道 湖北电视台第二套节目 湖北电视台文艺频道                                       | 现为湖北电视台第一套节目，上星播出               |      |
| 综合频道      | 普通話 | SD: PAL 576i 16:9 HD: 1080i | 标清版：1965年9月 高标清16:9同播：2016年9月         | 湖北电视台 湖北电视台4频道 湖北电视台第一套节目 湖北电视台微波频道                             | 原为湖北电视台第一套节目，台标文字曾为湖北电视台 |      |
| 经济频道      | 普通話 | SD: PAL 576i 16:9 HD: 1080i | 标清版：1988年12月1日 高标清16:9同播：2016年1月6日  | 湖北江汉经济电视台 湖北经济电视台                                                              | [ 9 ]                                            |      |
| 教育频道      | 普通話 | PAL 576i 4:3                | 2002年6月1日                                        |                                                                                                | [ 9 ]                                            |      |
| 生活频道      | 普通話 | PAL 576i 4:3                | 启播：1994年 改为现名：2015年7月29日                | 湖北有线电视台3生活信息频道 湖北有线电视台3体育频道 湖北电视台体育频道 湖北电视台体育·生活频道 | [ 9 ]                                            |      |
| 影视频道      | 普通话 | PAL 576i 4:3                | 2002年6月1日                                        | 湖北有线电视台2电影频道                                                                        | [ 9 ]                                            |      |
| 公共·新闻频道 | 普通話 | SD: PAL 576i 16:9 HD: 1080i | 2002年7月1日                                        | 湖北电视台公共频道                                                                             | [ 9 ]                                            |      |
| 垄上频道      | 普通話 | SD: PAL 576i 16:9 HD: 1080i | 标清版：2012年8月28日 高标清16:9同播：2016年8月10日 |                                                                                                | [ 9 ]                                            |      |
| 移动电视      | 普通話 | PAL 576i 4:3                | 2006年3月                                           |                                                                                                |                                                  |      |
| 精彩影视频道  | 普通話 | HD: 1080i                   | 开播：2005年10月9日 改为现名：2015年4月18日         | 碟市频道                                                                                       | 由华数传媒负责运营的付费频道                     |      |

#### 停播频道
- 休闲指南频道，前身为职业指南频道，2017年7月8日起更名至此（2005年10月9日—2021年3月24日）
- 美嘉购物频道，前身为湖北有线电视台1综艺频道、湖北电视台都市频道，2022年5月4日停播

### 广播频率
湖北广播电视台的广播服务源于1949年成立的武汉新华广播电台和1989年成立的楚天广播电台，现有7个广播频率。
| 頻道名稱     | 语言   | 频道频率 | 啟播時間 | 频道前身                                                                | 備註                 |
| 新闻综合广播 | 普通話 | FM104.6  | 1949年   | 武汉新华广播电台 中南人民广播电台 湖北人民广播电台:265-270 （主频呼号） |                      |
| 经济广播     | 普通話 | FM99.8   |          |                                                                         |                      |
| 经典音乐广播 | 普通話 | FM103.8  |          |                                                                         |                      |
| 楚天交通广播 | 普通话 | FM92.7   |          |                                                                         |                      |
| 楚天音乐广播 | 普通话 | FM105.8  |          |                                                                         |                      |
| 农村广播     | 普通话 | FM91.2   |          |                                                                         |                      |
| 私家车广播   | 普通话 | FM107.8  |          |                                                                         | 呼声为“湖北城市之声” |

#### 停播频率
- 湖北资讯广播，初创时为1989年成立的楚天广播电台，先后更名为“楚天新闻台”、“楚天资讯广播”、“湖北资讯广播”等，2021年停播。
- 湖北妇女儿童广播（亲子广播），2004年开播，先后更名为“阳光调频广播（SUN RADIO）”、“时尚女性广播”等，2021年停播[11]。
- 湖北生活广播，2000年开播，初名“健康娱乐广播”，2005年改现名，2023年停播。

注：
湖北省亦有另一家广播媒体长江水上安全信息台完全不归湖北广播电视台负责，归交通运输部长江航务管理局主体负责。

## 製作中心

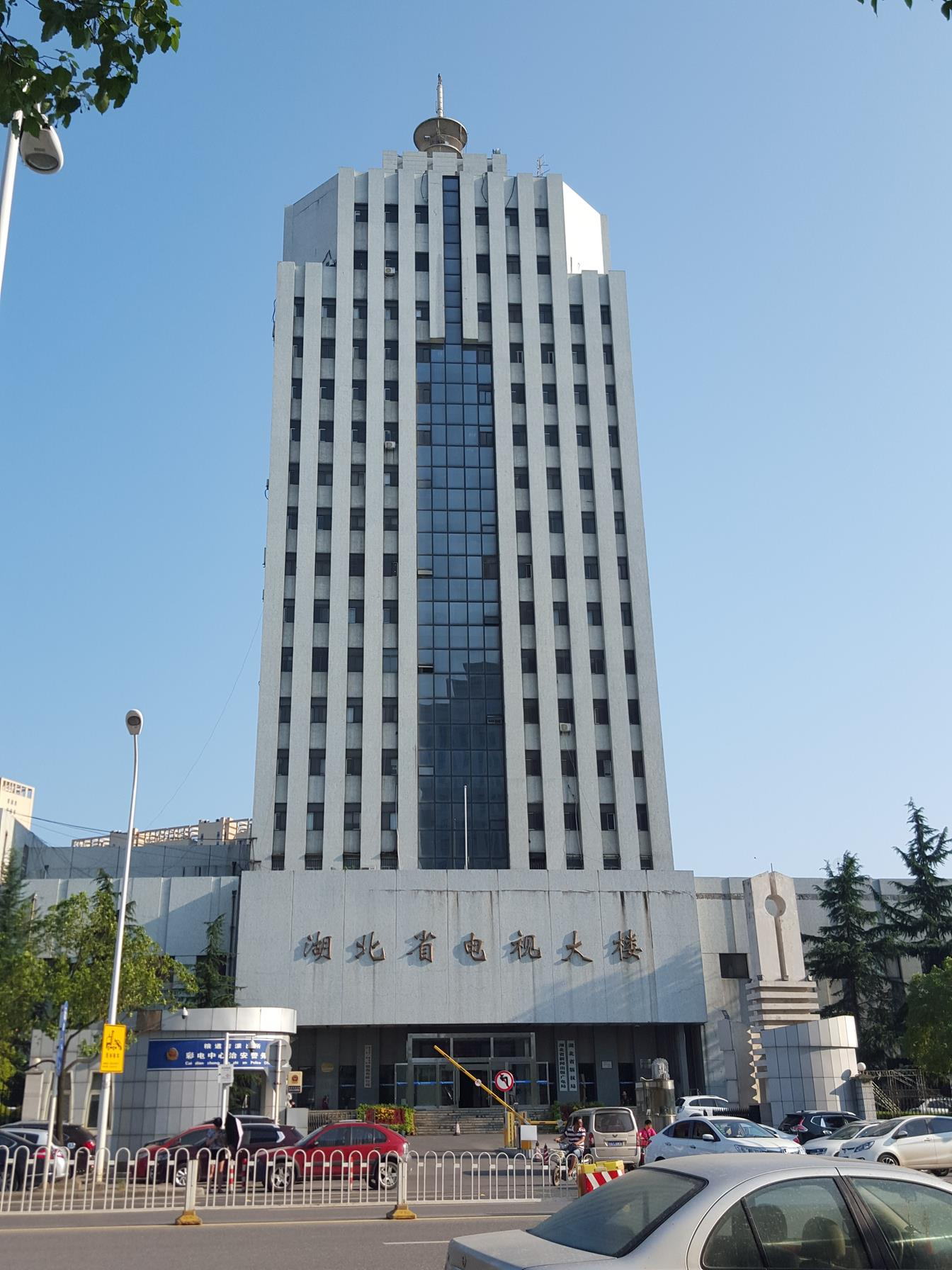
湖北廣播電視大樓
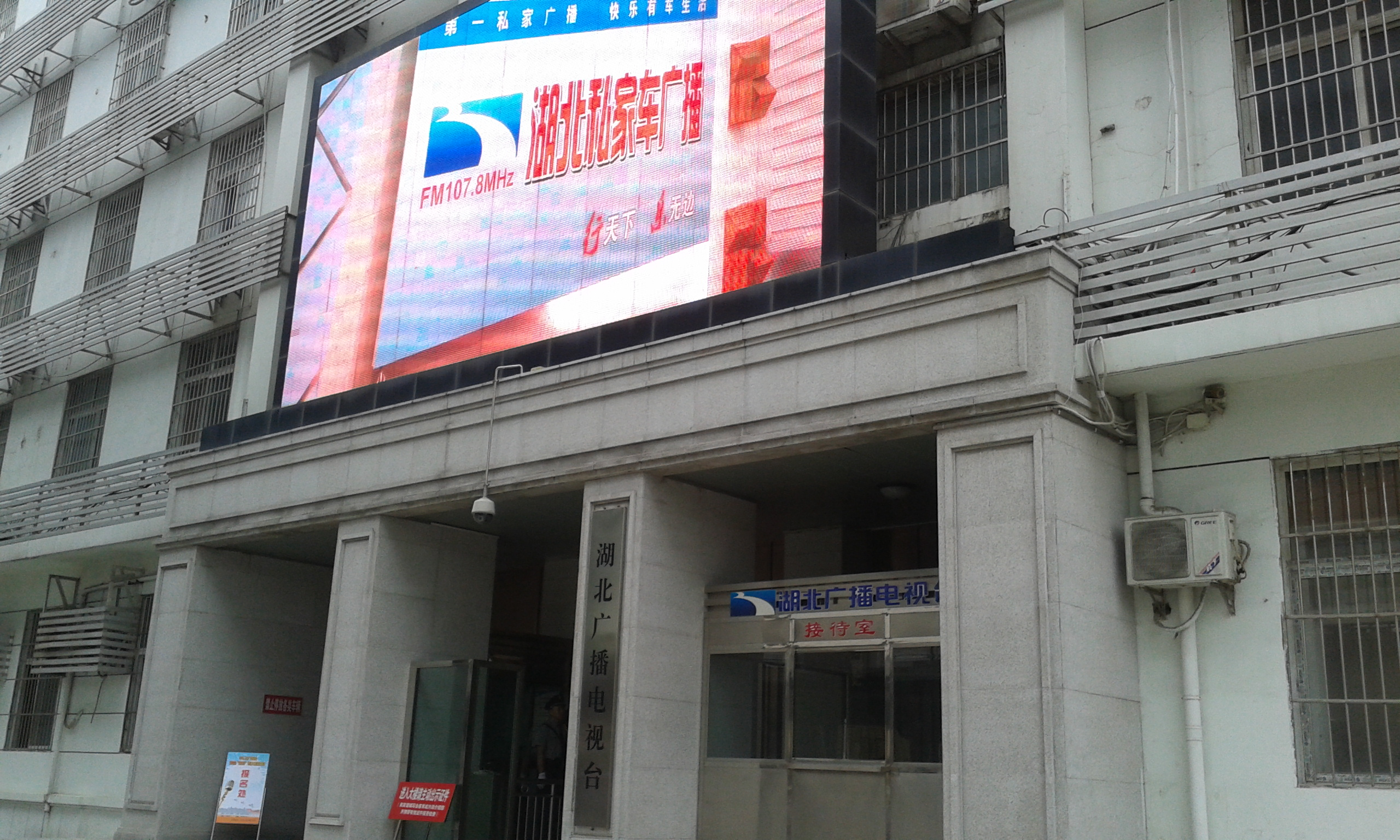
湖北廣播電台大樓
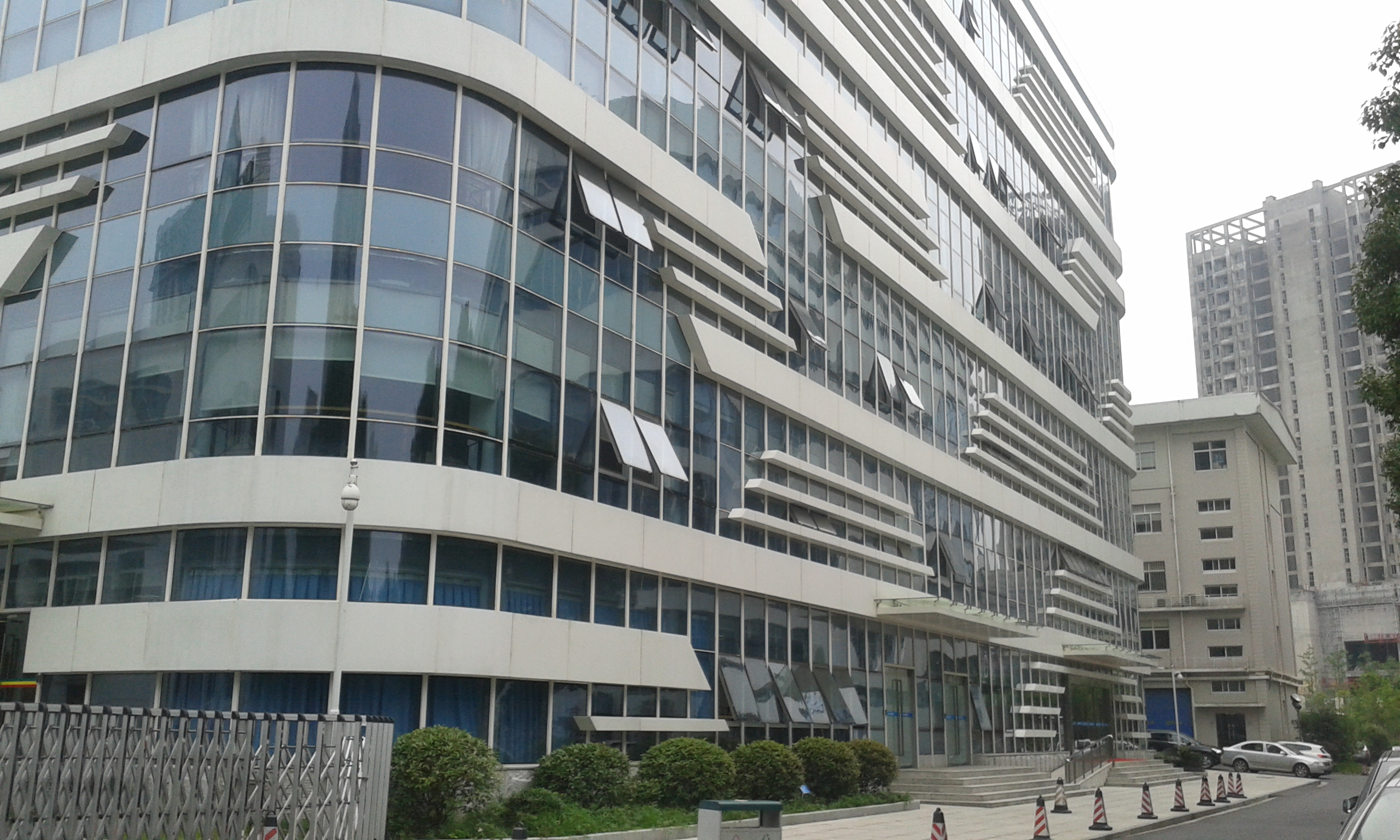
多媒體新聞中心
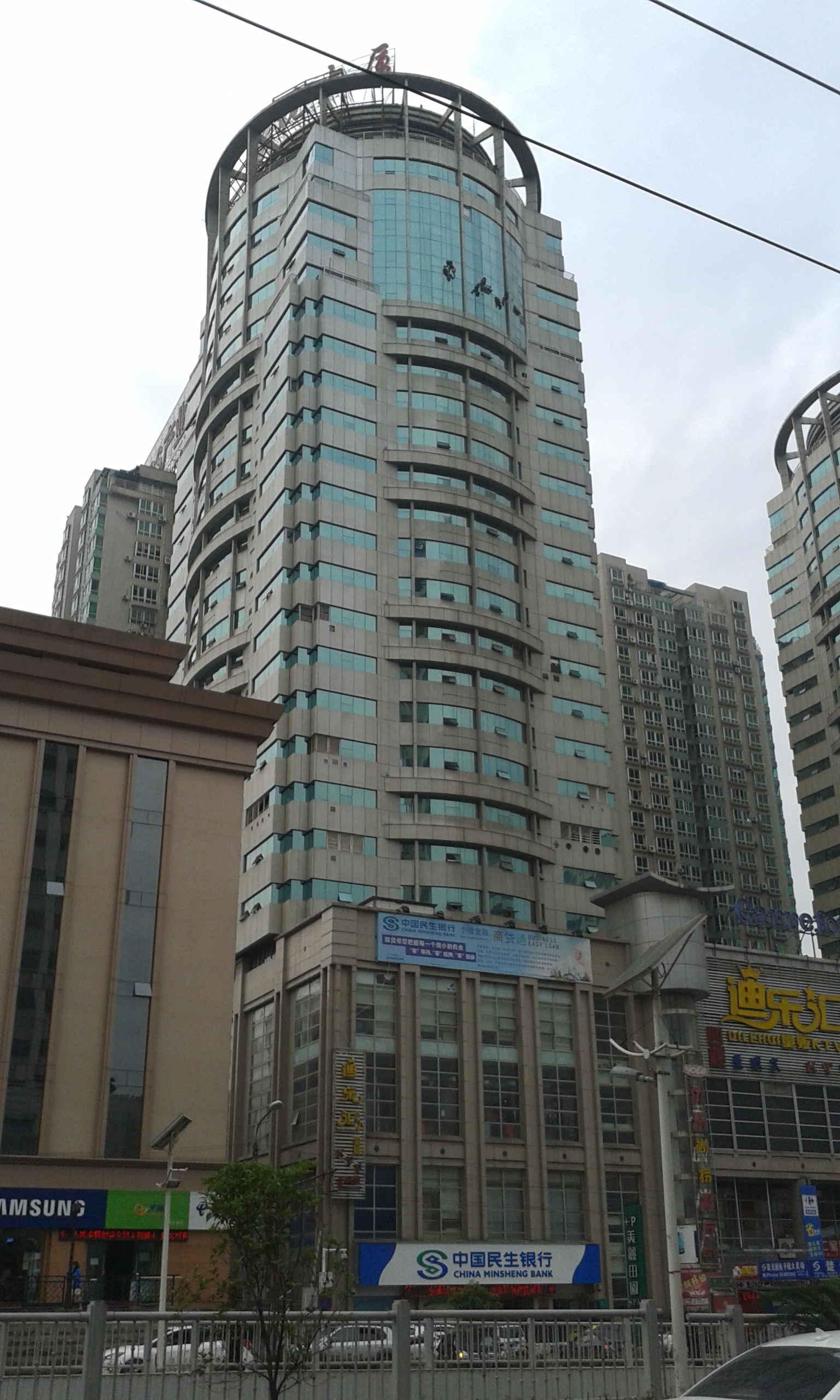
湖北經視大廈
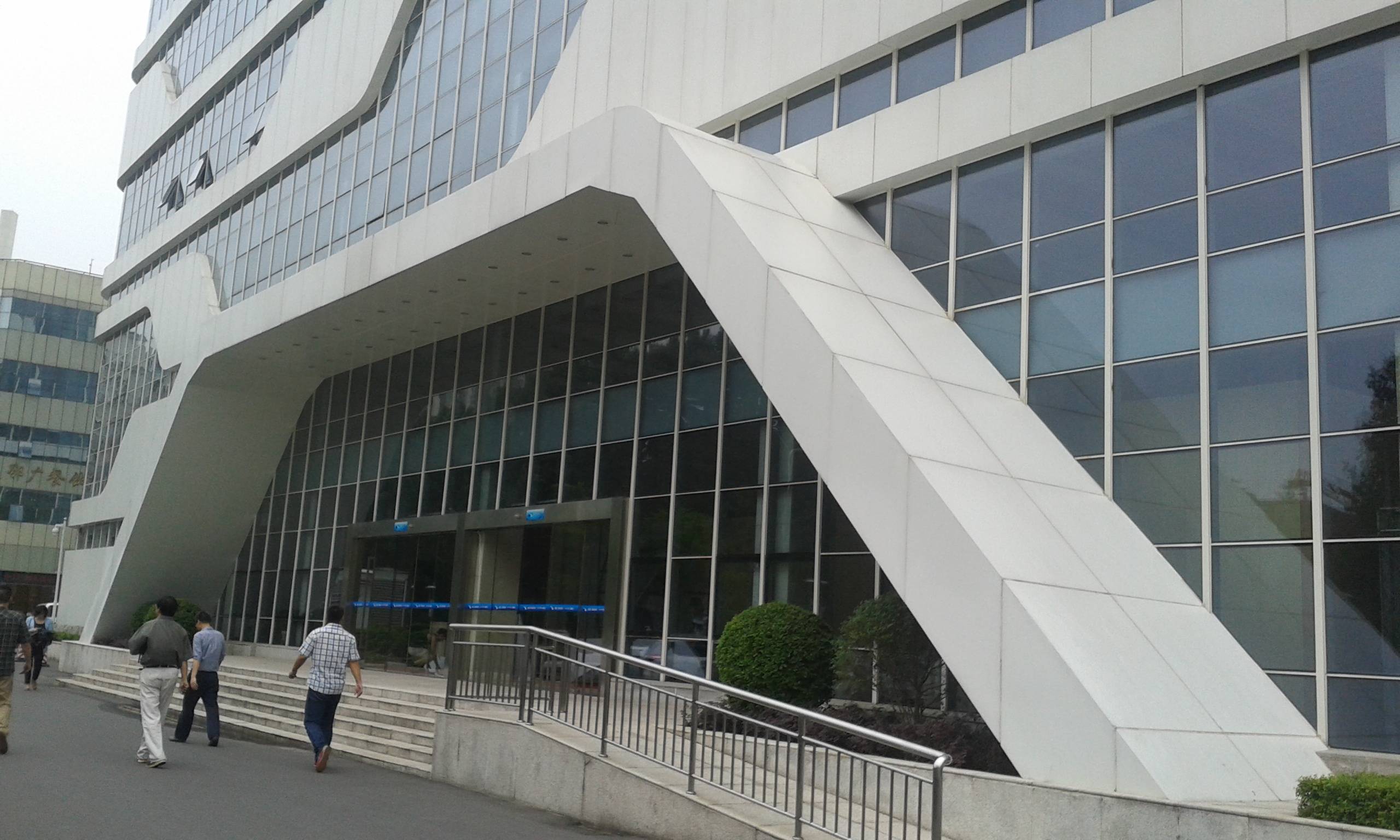
湖北衛視2000平方米演播廳

## 争议
在2019冠状病毒病疫情期间，湖北卫视播出《众志成城战疫情》特别报道，大篇幅报道疫情最新情况。然而在2020年3月2日晚，在特别报道节目刊登采访者信息时，出现了“江苏省合肥市”的错误，一度引发争议。除了湖北卫视，湖北广电旗下的湖北经视、湖北公共等频道联动推出的疫情特别节目，亦出现了多处错误。一些网友认为，湖北新闻媒体从业者总体素质处于低下水平。

## 外部連結
- 湖北网络广播電視台（页面存档备份，存于）